# Riksdagen 1577
Riksdagen 1577 ägde rum i Stockholm.
Ständerna sammanträdde den 1 februari och avslutades den 18 februari 1577. På mötet godkändes den nya liturgin, av prästeståndet dock först efter vissa extra skrivningar.